# Ta'a (plaats)
Ta'A is een bestuurslaag in het regentschap Dompu van de provincie West-Nusa Tenggara, Indonesië. Ta'A telt 3705 inwoners (volkstelling 2010).